# 許琇禎
許琇禎（1963年—），學術專攻現代文學，現任台北市立大學中國語文學系教授。高雄市立前鎮高中、文化大學中國文學系文藝創作組畢業，國立台灣師範大學國文研究所碩士、博士。有小說和散文。

## 著作
| - 《朱自清及其散文》 - 《沈雁冰及其文學研究》 - 《台灣當代小說綜論: 解嚴前後(1977-1997)》 - 《聞一多》 - 《獨語術》 - 《候》 |  |
| |  |

## 得獎紀錄
- 1997年教育部文藝創作獎
- 2004年第二十七屆時報文學獎
- 2004年教育部文藝創作獎
- 2005年第十九屆聯合文學小說新人獎
- 2009年第三十一屆聯合報文學獎小說獎
- 2018年教育部文藝創作獎